# Rikyu
Pour plus de détails, voir Fiche technique et Distribution.
Rikyu (利休, Rikyū) est un film biographique japonais sur le maître de thé du 16e siècle, Sen no Rikyū. Écrit et réalisé par Hiroshi Teshigahara, le film est sorti en 1989.

## Synopsis
Le film raconte les dernières étapes de la vie de Rikyū, pendant l'époque Sengoku du Japon féodal. Il commence à la fin du règne d'Oda Nobunaga et continue dans l'ère Momoyama. Rikyū est montré comme un homme profondément passionné par l'esthétique et la perfection dans l'art du thé. Maître de thé d'Oda Nobunaga puis de Toyotomi Hideyoshi, Rikyū, du fait de sa position privilégiée, est constamment en lien avec les puissants seigneurs et a la possibilité d'influencer leur politique, même s'il évite soigneusement d'y être trop mêlé. Il consacre son énergie à étudier et enseigner la voie du thé. Les tumultes de l'histoire viendront cependant rompre cet équilibre, et ses rapports avec Hideyoshi iront en se dégradant.

## Fiche technique
- Titre : Rikyu
- Titre original : 利休 (Rikyū?)
- Réalisation : Hiroshi Teshigahara
- Scénario : Genpei Akasegawa et Hiroshi Teshigahara d'après le roman de Yaeko Nogami
- Musique : Tōru Takemitsu
- Photographie : Fujio Morita
- Décors : Yoshinobu Nishioka (ja) et Shigemori Shigeta
- Montage : Toshio Taniguchi
- Production : Yoshisuke Mae et Hiroshi Morie
- Société de production : Hakuhodo, Itochu, Shochiku Eizo Company, Shōchiku et Teshigahara Productions
- Pays de production :  Japon
- Langue originale : japonais
- Genre : Biopic
- Durée : 135 minutes[1]
- Dates de sortie : 
  - Japon : 15 septembre 1989[1]

## Distribution
- Rentarô Mikuni : Rikyu (Sen no Rikyū)
- Yoshiko Mita : Riki, sa femme
- Tsutomu Yamazaki : Hideyoshi Toyotomi
- Kyōko Kishida : sa femme (Nene)
- Tanie Kitabayashi : sa mère
- Ryō Tamura (en) : Lord Hidenaga, son frère
- Kōshirô Matsumoto : Lord Oda (Oda Nobunaga)
- Kichiemon Nakamura : Lord Ieyasu (Tokugawa Ieyasu)
- Yasosuke Bando (en) : Mitsanari (Ishida Mitsunari)
- Akira Kubo : Geni
- Keishi Arashi (ja) : Orike, l'ami de Rikyu
- Hisashi Igawa : Soji
- Ichirô Zaitsu : Abbott Kokei
- Hideo Kanze : le beau-frère de Rikyu
- Masao Imafuku : céramiste
- Ruis Marques : Stefano
- Donald Richie : prêtre (Gaspar Coelho)
- Sayoko Yamaguchi : Chieha, sa maîtresse (Yodo-dono)

## Récompenses
Rentarō Mikuni a reçu le prix du meilleur acteur de l'Académie japonaise pour ce film et un autre, Tsuribaka nisshi, sorti la même année. Il a aussi gagné quatre autres prix pour ce rôle. Tōru Takemitsu a reçu le prix de la meilleure musique. Hiroshi Teshigahara a reçu un prix dans chacun des festivals internationaux de Berlin et de Montréal.